# Loreto (região)
Loreto é uma das 25 regiões do Peru, sua capital é a cidade de Iquitos.
Loreto é um departamento do Peru localizado no nordeste do país, na Amazônia peruana. Sua capital e cidade mais populosa é Iquitos. Limita ao norte com o Equador e a Colômbia, a leste com o Brasil, ao sul com Ucayali e a oeste com San Martín e Amazonas. Com 368.852 km² (28% do território do Peru), é o maior departamento, e a sétima maior entidade subnacional da América do Sul e de toda a América Latina - atrás de cinco estados brasileiros (Amazonas, Pará, Mato Grosso, Minas Gerais e Bahia) e o departamento de Santa Cruz de Bolívia—, e com 2,4 habitantes / km², o segundo menos densamente povoado, à frente de Madre de Dios. Foi fundado em 7 de fevereiro de 1866.
Grandes rios drenados da Cordilheira dos Andes fluem sinuosamente por seu território plano, causando inundações sazonais. Nesta região se encontram os rios Marañón e Ucayali e nasce o curso principal do rio Amazonas.
O território de Loreto tem mais de um milhão de habitantes (2012), inicialmente foi povoado por sucessivas ondas de grupos indígenas errantes. Durante a Colônia, poucas missões tiveram sucesso na formação de algumas populações permanentes. No final do século XIX, a explosão da Febre da Borracha produziu fortunas repentinas nas mãos dos seringueiros e a escravidão forçada de centenas de indígenas; Nesse período se exploraram os rios da selva e se consolidou a cidade de Iquitos, capital departamental desde a divisão do Departamento de San Martín em 1897.
Loreto é também a região peruana mais diversa em termos de etnias e línguas indígenas. Quatro das línguas ainda usadas na região são línguas isoladas (Urarina, Taushiro e Ticuna) e abrigam cinco famílias de línguas endêmicas (as famílias Cahuapana, Huitoto, Peba-Yagua, Tucano e Záparo). Muitas outras variedades linguísticas desapareceram recentemente, como a Muniche.

## Províncias (capital)
1. Alto Amazonas (Yurimaguas)
2. Loreto (Nauta)
3. Mariscal Ramón Castilla (Caballococha)
4. Maynas (Iquitos)
5. Requena (Requena)
6. Ucayali (Contamana)
7. Datem del Marañón (San Lorenzo)
8. Putumayo (San Antonio del Estrecho)

## Transporte
Tem:

### Portos fluviais
- Porto de Iquitos, Cidade de Iquitos-Maynas
- Porto de Yurimaguas, Município de Yurimaguas-Alto Amazonas
- Porto de Saramiriza, Zona Especial de Saramiriza-Datem del Marañón

### Aeroportos
- Aeroporto Internacional Coronel FAP Francisco Secada Vignetta, Iquitos-Maynas
- Aeroporto Internacional Gran Mariscal Ramón Castilla y Marquesado, Caballococha-Mariscal Ramón Castilla
- Aeroporto Nacional Moisés Benzaquen Rengifo, Yurimaguas-Alto Amazonas
- Aeroporto Alf National. FAP Alfredo Vladimir Sara Bauer, Andoas-Datem del Marañón
- Também se encontram em Güepí, Iberia, Requena, Contamana, Intuto, Colonia Angamos e San Antonio del Estrecho.

### Rede de estradas terrestres
A rede viária tem extensão de 389,98 km. Dos quais 105,40 Km. São asfaltados, 131,75 Km. afirmado, 120,83 km., caminho de carruagens e 41 km., caminho pedonal.